# Тельминский сельский округ
Тельминский сельский округ — упразднённая административно-территориальная единица, существовавшая на территории Шатурского района Московской области в 1994—2004 годах.
Административным центром была деревня Кулаковка.

## История

### 1918—1994 годы. Тельминский сельсовет
Тельминский сельсовет был образован после Октябрьской революции 1917 года в составе Лекинской волости Егорьевского уезда Рязанской губернии.
В 1919 году Тельминский сельсовет в составе Лекинской волости передан из Егорьевского уезда во вновь образованный Спас-Клепиковский район Рязанской губернии. В 1921 году Спас-Клепиковский район был преобразован в Спас-Клепиковский уезд, который в 1924 году был упразднён. После упразднения Спас-Клепиковского уезда Тельминский сельсовет передан в Рязанский уезд Рязанской губернии. В 1925 году произошло укрупнение волостей, в результате которого сельсовет передан в укрупнённую Архангельскую волость. В ходе реформы административно-территориального деления СССР в 1929 году Тельминский сельсовет вошёл в состав Дмитровского района Орехово-Зуевского округа Московской области. В 1930 году округа были упразднены, а Дмитровский район переименован в Коробовский.
В 1930 году в сельсовет входили деревни Муравлевская, Савинская, Тельма, Филинская и село Пятница. Центром сельсовета была деревня Тельма.
В 1954 году в сельсовет включена территория упразднённого Кулаковского сельсовета (деревня Кулаковка).
3 июня 1959 года Коробовский район упразднён, а Тельминский сельсовет передан Шатурскому району.
В конце 1962 года в ходе реформы административно-территориального деления Шатурский район был упразднён, а его сельская территория (сельсоветы) включена в состав вновь образованного Егорьевского укрупнённого сельского района.
11 января 1965 года Егорьевский укрупненный сельский район был расформирован, а на его месте были восстановлены Егорьевский и Шатурский районы. Тельминский сельсовет вновь вошёл в состав Шатурского района.

### Тельминский сельский округ
В 1994 году в соответствии с новым положением о местном самоуправлении в Московской области Тельминский сельсовет был преобразован в Тельминский сельский округ.
В 1999 году в состав Тельминского сельского округа входило 5 деревень и 1 село: деревни Муравлевская, Савинская, Тельма, Филинская, Кулаковка и село Пятница.
29 сентября 2004 года Тельминский сельский округ был упразднён, а его территория включена в состав Дмитровского сельского округа.